# Фердинанда Хенриета фон Щолберг-Гедерн
Фердинанда Хенриета фон Щолберг-Гедерн (на немски: Ferdinande Henriette zu Stolberg-Gedern; * 2 октомври 1699 в Гедерн; † 31 януари 1750 в Бад Кьониг) е графиня от Щолберг-Гедерн и чрез женитба графиня на Ербах-Шьонберг.
Тя е дъщеря на граф Лудвиг Христиан фон Щолберг-Гедерн (1652 – 1710) и втората му съпруга херцогиня Кристина фон Мекленбург-Гюстров (1663 – 1749), дъщеря на херцог Густав Адолф фон Мекленбург-Гюстров и съпругата му Магдалена Сибила фон Шлезвиг-Холщайн-Готорп.
Фердинанда Хенриета умира на 31 януари 1750 г. на 50 години. Чрез дъщеря си Каролина тя е прародител на кралица Виктория.

## Фамилия
Фердинанда Хенриета се омъжва на 15 декември 1719 г. в Гедерн за граф Георг Август фон Ербах-Шьонберг (1691 – 1758). Те имат децата:.
- Кристина (1721 – 1769), омъжена на 2 октомври 1742 г. в Шьонберг за граф Хайнрих XII Ройс-Шлайц (1716 – 1784)
- Георг Лудвиг II (1723 – 1777), граф на Ербах-Шьонберг 1758, женен на 11 ноември 1764 г. в Пльон за принцеса Фридерика София Шарлота фон Холщайн-Зондербург-Пльон (1736 – 1769), дъщеря на херцог Фридрих Карл фон Шлевиг-Холщайн-Зондербург-Пльон
- Франц Карл (1724 – 1788), граф на Ербах-Шьонберг 1777, генерал-майор в Нидерландия, женен на 4 септември 1778 г. в Бергхайм за графиня Августа Каролина цу Изенбург-Бюдинген в Бюдинген (1758 – 1815)
- Кристиан Адолф (1725 – 1726)
- Каролина Ернестина (1727 – 1796), омъжена на 28 юни 1754 г. в Турнау за граф Хайнрих XXIV фон Ройс-Еберсдорф (1724 – 1779)
- Кристиан фон Ербах-Шьонберг (1728 – 1799), граф на Ербах-Шьонберг 1788, генерал-фелдвахтмайстер, Курпфалц, таен съветник, комтор на Тевтонския орден във Фризак и Заудхоф, щатхалтер на Мергентхайм
- Августа Фридерика (1730 – 1801), омъжена на 13 септември 1753 г. в Шьонберг за граф Кристиан Фридрих Карл фон Гих-Турнау-Волфщайн (1729 – 1797)
- Георг Август (1731 – 1799), френски бригадиер
- Карл Евгений (1732 – 1816), генерал-фелдцойгмайистер 1799, женен за Мария Йохана Задубска фон Шьонтал (1757 – 1787)
- Фридрих (1733 – 1733)
- Луиза Елеонора (1735 – 1816), омъжена на 6 юли 1750 г. в Шьонберг за граф Леополд Казимир ван Рехтерен (1717 – 1778)
- Казимир (1736 -1760 в Прага)
- Густав Ернст (1739 – 1812), френски полковник (maréchal de camp), пруски генерал-майор, женен на 3 август 1782 г. в Кьониг, Оденвалд за графиня Хенриета Кристиана фон Щолберг-Щолберг (1753 – 1816)